# Pseudochondracanthus hexaceraus
Pseudochondracanthus hexaceraus – gatunek widłonoga z rodziny Chondracanthidae. Nazwa naukowa tego gatunku skorupiaków została opublikowana w 1935 roku przez amerykańskiego biologa Charlesa Brancha Wilsona. Gatunek został ujęty w Catalogue of Life.